# Joan Binimelis
Joan Binimelis García (Manacor, Baleares, 1538/39 - Palma de Mallorca, 1616) fue un sacerdote, médico, geógrafo y astrónomo español. Es considerado como el primer cronista del Reino de Mallorca.
Realizó sus primeros estudios en Mallorca. Durante la década de 1560 estudió Medicina en la Universidad de Valencia. Regresó a Mallorca, realizó algunos viajes y se ordenó como sacerdote. Consiguió algunos cargos y beneficios de la Diócesis de Mallorca. Escribió algunas obras sobre matemáticas, medicina, astronomía e historia en idioma mallorquín, español y latín. La mayoría de estos textos se han transmitido únicamente por vía manuscrita y algunos se han perdido.
Es conocido sobre todo por su Història nova de l'illa de Mallorca, la primera crónica exclusivamente mallorquina. Binimelis escribió la Historia en mallorquín, tal y como reza bajo título, alrededor de 1595. Él mismo la tradujo y adaptó al español entre 1597 y 1601 (la versión en español se editó por primera vez en 1927). La Historia de Binimelis es más que una simple crónica: es una suma enciclopedia con informaciones históricas, geográficas, médicas, cosmológicas, políticas, de salud pública, etc. Esta acumulación conforma un texto abigarrado, que en la versión española está dividido en siete libros. El texto en mallorquín de la Historia que ha llegado hasta la actualidad está incompleto.
Esta crónica es una muestra paradigmática de la historiografía renacentista, cultivada en valenciano por Pere Antoni Beuter y Martí de Viciana, y en occitano-catalán por Antoni Viladamor y Pere Gil. Aunque fue mal transmitida, la Historia es conocida por la tradición posterior y citada por Joan Dameto y Vicent Mut; durante el siglo XVIII fue copiada y estudiada por eruditos como Guillem de Tarrasa.